# Borowaja (przystanek kolejowy)
Borowaja (ros. Боровая) – przystanek kolejowy w miejscowości Petersburg, w Rosji. Położony jest na linii Petersburg - Newel - Witebsk.